# Liste des interstates auxiliaires
Les autoroutes Interstates auxiliaires (aussi appelée les autoroutes Interstates à trois numéros) sont un réseau supplémentaire d'autoroutes dans le système des autoroutes Interstates. Les autoroutes auxiliaires sont généralement classées comme routes collectrices, lesquelles relient leur autoroute-mère à une extrémité; des routes de contournement, lesquelles sont reliées à leur autoroute-mère aux deux extrémités ou des routes de ceinture, lesquelles forment un cercle complet autour d'une région en croisant leur autoroute-mère à deux reprises. Il y a 323 autoroutes auxiliaires aux États-Unis. Il y a quelques routes qui sont reliées à leur autoroute-mère à une extrémité, mais qui sont reliées à une autre route à l'autre extrémité; certains états les considèrent comme des routes collectrices alors que d'autres les considèrent comme des routes de contournement. Comme les autoroutes principales, les autoroutes auxiliaires rencontrent tous les standards autoroutiers (avec quelques rares exceptions) et reçoivent le même pourcentage de financement fédéral.
Les autoroutes auxiliaires sont numérotées selon leur autoroute-mère. Par exemple, toutes les autoroutes auxiliaires de l'I-95 sont numérotées par un numéro à trois chiffres se terminant par "95" dans la forme I-X95. Bien que quelques exceptions existent, les routes collectrices sont généralement numérotées avec un nombre impair à la position des centaines (comme l'I-395[Laquelle ?]) et les routes de contournement ou les routes de ceinture sont numérotées avec un nombre pair à la position des centaines (comme l'I-695[Laquelle ?]). Puisque de longues autoroutes principales peuvent avoir plusieurs autoroutes auxiliaires le long de leur tracé, les numéros peuvent se répéter d'un état à l'autre, mais ils ne se répéteront jamais dans un même état.
Il n'y a que trois états qui n'ont pas d'autoroutes auxiliaires: l'Alaska, l'Arizona et le Nouveau-Mexique. Le Dakota du Nord a une autoroute auxiliaire, mais elle n'est pas indiquée et le Wyoming en a une qui ne rencontre pas les standards autoroutiers.

## Terminologie et principes

Les routes débutant par un nombre pair relient généralement l'autoroute principale à deux endroits alors que les autoroutes débutant par un numéro impair ne s'y relient qu'à une reprise.

Les principes de base des autoroutes auxiliaires veulent qu'elles se divisent en trois catégories: routes collectrices, routes de ceinture et routes de contournement. Chacune de ces catégories amène différentes caractéristiques à l'autoroute auxiliaire.
Le premier des trois chiffres détermine normalement à quelle catégorie appartient l'autoroute auxiliaire. Les deux derniers chiffres sont dérivés du numéro de l'autoroute principale. Par exemple, l'I-515 contient un chiffre impair comme premier numéro (5), indiquant que cette autoroute est une autoroute collectrice. Les deux derniers chiffres indiquent l'origine de l'autoroute. Dans ce cas, le nombre "15" dans I-515 montre qu'il s'agit d'une autoroute auxiliaire de l'I-15.
Plusieurs exceptions aux principes standards existent à plusieurs endroits. Cela peut être dû à plusieurs raisons. Dans certains cas, les routes originales ont été changées, prolongées ou abandonnées, laissant des divergences dans le systèmes. Dans d'autres cas, il peut avoir été impossible d'utiliser le bon nombre de par le nombre limité de nombres disponibles ayant déjà été utilisé, causant un nombre "non-standard" utilisé.

### Autoroute collectrice
Le numéro d'une autoroute collectrice a généralement comme premier chiffre un nombre impair. Ces routes sont généralement de l'une de ces catégories:
- Elle peut desservir une autre partie de la ville ou de la région métropolitaine qui ne sont pas desservies par l'autoroute principale (le plus souvent le quartier des affaires), se terminant à une rue régulière dans une ville ou à une route nationale ou d'état, comme l'I-185 à Columbus, Géorgie.
- Elle peut être le premier segment d'une autoroute qu'on envisage de prolonger, une qui est sous les standards autoroutiers qui est prévu être adapté aux normes. Un exemple de cela est l'I-540 en Arkansas.
- Elle peut relier deux autoroutes qui ne sont pas apparentées comme le font l'I-390 dans l'État de New York et l'I-355 en Illinois.
  - Les États divergent sur leur interprétation de la convention de numérotation dans ces cas. Dans l'exemple de l'I-390, la route a une Interstate à chaque extrémité, mais pas la même. Elle a un premier numéro impair. Un autre exemple est l'I-275 au Tennessee: il s'agit d'une route collectrice entre l'I-40 et l'I-75 (un cas similaire où l'autoroute a une Interstate à chaque extrémité, mais pas la même) et a un premier nombre pair.
  - Cela peut aussi varier dans un même état. Par exemple, au Michigan, l'I-196 et l'I-696 croisent l'I-96 à une extrémité et l'I-94 à l'autre extrémité.

D'autres exemples:
- I-110 en Californie: relie l'I-10 avec le Port de Los Angeles. Cette autoroute a été construite avant les Interstates en tant que Harbor Freeway. Plus tard, elle a été intégrée au réseau des Interstates.
- I-180 dans le centre et le nord de la Pennsylvanie: relie Williamsport à l'I-80 à Milton. L'I-180 sert aussi de lien pour les automobilistes voyageant vers New York et l'I-86 via la US 15 et le futur corridor de l'I-99 à son terminus ouest.
- I-190 dans l'État de New York: relie les villes de Niagara Falls et de Buffalo avec l'I-90.

Parfois, une autoroute à trois numéros se sépare d'une autre autoroute à trois numéros. Ces autoroutes collectrices ne sont pas directement reliées à leur autoroute-mère, mais sont quand même associées et reliées à celles-ci via l'autoroute auxiliaire de laquelle elles se séparent.
Des exemples:
- I-380 dans le nord de la Californie dans la Baie de San Francisco. Cette autoroute débute à l'I-280 et se connecte à la US 101 et à l'Aéroport international de San Francisco, sans jamais se relier directement à l'I-80.
- I-190 au Massachusetts: Elle naît sur l'I-290 près de Worcester.
- I-795 dans le comté de Baltimore, au Maryland, qui se détache de l'I-695.

### Autoroute de contournement
Une autoroute de contournement peut traverser la région autour d'une ville ou peut traverser la ville alors que l'autoroute principale l'évite. Une autoroute à trois numéros typique aura normalement ses deux extrémités reliées avec une autoroute principale. Le numéro des autoroutes de contournement débute pas un chiffre pair.
Des exemples:
- I-220 en Louisiane: sert de contournement au centre-ville de Shreveport.
- I-440 forme une boucle autour du sud de Nashville.
- I-890 traverse le centre-ville de Schenectady, lequel est évité par l'I-90.

Dans le cas des autoroutes auxiliaires reliées à deux interstates différentes à leurs extrémités, certains états les classent comme autoroutes de contournement alors que d'autres les considèrent comme autoroutes collectrices.

### Autoroute de ceinture
Une autoroute de ceinture encercle complètement une ville ou une région métropolitaine et est souvent reliée à plusieurs reprises à d'autres routes. Contrairement aux autres autoroutes auxiliaires et aux autoroutes primaires, les autoroutes de ceinture n'ont pas de terminus; cependant, elles ont un endroit où le millage de l'autoroute repart à zéro. Les numéros des autoroutes de ceinture sont aussi précédées par un chiffre pair.
Quelques exemples d'autoroutes de ceinture incluent:
- I-275 en Ohio, au Kentucky et en Indiana autour de Cincinnati.
- I-465 en Indiana autour d'Indianapolis.
- I-495 au Maryland et en Virginie autour de Washington, D.C. et nommée la "Capital Beltway".

## Autoroutes auxiliaires
Note: l'ordre des numéros est présenté en fonction du numéro des autoroutes-mères. Pour une même autoroute-mère, l'ordre se fait d'abord par État (d'ouest en est ou du sud au nord), puis, par ordre numérique.
| Numéro     | Longueur (mi) | Longueur (km) | Terminus sud / ouest                                                       | Terminus nord / est                                                                 | Créée    | Notes |
| ---------- | ------------- | ------------- | -------------------------------------------------------------------------- | ----------------------------------------------------------------------------------- | -------- | --- |
| H-201      | 4,10          | 6,60          | H-1 à Halawa, HI                                                           | H-1 à Honolulu, HI                                                                  | 2004     | |
| I-105      | 17.32         | 27.87         | SR 1 à El Segundo, CA                                                      | I-605 à Norwalk, CA                                                                 | 1963     | |
| I-205      | 12,97         | 20,87         | I-580 près de Tracy, CA                                                    | I-5 près de Tracy, CA                                                               | 1970     | |
| I-305      | 6,00          | 9,66          | I-80 à West Sacramento, CA                                                 | I-80 Bus / US 50 / SR 99 à Sacramento, CA                                           | 1981     | Non-indiquée; suit le tracé de la US 50 |
| I-405      | 72,15         | 116,11        | I-5 à Irvine, CA                                                           | I-5 à Mission Hills, CA                                                             | 1964     | |
| I-505      | 32,98         | 53,08         | I-80 à Vacaville, CA                                                       | I-5 à Dunnigan, CA                                                                  | 1977     | |
| I-605      | 27,40         | 44,10         | I-405 à Seal Beach, CA                                                     | I-210 à Irwindale, CA                                                               | 1964     | |
| I-805      | 28,02         | 45,09         | I-5 à San Ysidro, CA                                                       | I-5 à Sorrento Valley, CA                                                           | 1959     | |
| I-905      | 8,96          | 14,42         | I-5 à San Ysidro, CA                                                       | Fed. 2 à la frontière mexicano-américaine à Otay Mesa, CA                           | proposée | Actuellement SR 905; il est proposé. qu'elle soit signalée comme une autoroute Interstate |
| I-105      | 3,49          | 5,62          | OR 99 à Eugene, OR                                                         | I-5 à Springfield, OR                                                               | 1958     | |
| I-405      | 3,53          | 5,68          | I-5 à Portland, OR                                                         | I-5 à Portland, OR                                                                  | 1958     | |
| I-205      | 36,64         | 58,97         | I-5 à Tualatin, OR                                                         | I-5 à Salmon Creek, WA                                                              | 1958     | |
| I-405      | 30,30         | 48,76         | I-5 / SR 518 à Tukwila, WA                                                 | I-5 / SR 525 à Lynnwood, WA                                                         | 1957     | |
| I-705      | 1,50          | 2,41          | I-5 / SR 7 à Tacoma, WA                                                    | Schuster Parkway à Tacoma, WA                                                       | 1978     | |
| I-110      | 20,43         | 32,88         | SR 47 à San Pedro, CA                                                      | I-10 / SR 110 à Los Angeles, CA                                                     | 1978     | |
| I-210      | 48,72         | 78,41         | I-5 à Sylmar, CA                                                           | SR 57 / SR 210 à Glendora, CA                                                       | 1964     | |
| I-710      | 19,66         | 31,64         | Terminal Island à Long Beach, CA                                           | Valley Boulevard à Alhambra, CA                                                     | 1983     | |
| I-110      | 0,92          | 1,48          | Av Abraham Lincoln à la frontière mexicano-américaine à El Paso, TX        | I-10 à El Paso, TX                                                                  | 1967     | |
| I-410      | 49,49         | 79,65         | Ceinture autour de San Antonio, TX                                         | Ceinture autour de San Antonio, TX                                                  | 1959     | |
| I-610      | 37,97         | 61,11         | Ceinture autour de Houston, TX                                             | Ceinture autour de Houston, TX                                                      | 1975     | |
| I-110      | 8,89          | 14,31         | I-10 à Baton Rouge, LA                                                     | US 61 à Baton Rouge, LA                                                             | 1964     | |
| I-210      | 12,40         | 19,96         | I-10 à l'ouest de Lake Charles, LA                                         | I-10 à l'est de Lake Charles, LA                                                    | 1964     | |
| I-310      | 11,25         | 18,11         | US 90 / LA 3127 à Boutte, LA                                               | I-10 à l'ouest de Kenner, LA                                                        | 1983     | |
| I-510      | 3,04          | 4,89          | LA 47 à La Nouvelle-Orléans, LA                                            | I-10 / LA 47 à La Nouvelle-Orléans, LA                                              | 1992     | |
| I-610      | 4,52          | 7,27          | I-10 à Metairie–La Nouvelle-Orléans, LA line                               | I-10 à La Nouvelle-Orléans, LA                                                      | 1965     | |
| I-910      | 9,70          | 15,61         | US 90 Bus. à Marrero, LA                                                   | I-10 / US 90 Bus. à La Nouvelle-Orléans, LA                                         | 1999     | Indiquée comme US 90 Bus. et future I-49 |
| I-110      | 4,10          | 6,60          | US 90 à Biloxi, MS                                                         | I-10 à D'Iberville, MS                                                              | 1988     | |
| I-310      | —             | —             | US 90 près du Port de Gulfport, MS                                         | I-10 à Gulfport, MS                                                                 | proposée | Future autoroute collectrice à Gulfport, MS |
| I-110      | 6,94          | 11,17         | US 98 Bus. près de Pensacola, FL                                           | I-10 près de Pensacola, FL                                                          | 1969     | |
| I-215      | 54,50         | 87,71         | I-15 à Murrieta, CA                                                        | I-15 à Devore, CA                                                                   | 1982     | Originellement indiquée comme I-15E |
| I-215      | 11,10         | 17,86         | I-15 / Clark County Route 215 à Enterprise, NV                             | I-515 / US 93 / SR 564 à Henderson, NV                                              | 1996     | |
| I-515      | 20,54         | 33,06         | US 93 / US 95 à Henderson, NV                                              | I-15 / US 93 / US 95 à Las Vegas, NV                                                | 1976     | Non-indiquée jusqu'en 1994; la route forme un multiplex sur toute sa longueur avec la US 93 / US 95 |
| I-215      | 29,02         | 46,70         | I-80 à Salt Lake City, UT                                                  | I-15 à North Salt Lake, UT                                                          | 1963     | |
| I-115      | 1,19          | 1,92          | I-15 / I-90 à Butte, MT                                                    | Iron Street à Butte, MT                                                             | 1971     | |
| I-315      | 0,83          | 1,34          | I-15 à Great Falls, MT                                                     | I-15 Bus / US 89 à Great Falls, MT                                                  | 1960     | Non-indiquée |
| I-516      | 6,49          | 10,44         | SR 21 / SR 204 à Savannah, GA                                              | SR 21 à Garden City, GA                                                             | 1985     | |
| I-820      | 35,17         | 56,60         | I-20 à Fort Worth, TX                                                      | I-20 / US 287 à Fort Worth, TX                                                      | 1959     | |
| I-220      | 17,62         | 28,36         | I-20 / LA 3132 à Shreveport, LA                                            | I-20 à Bossier City, LA                                                             | 1979     | |
| I-220      | 12,01         | 19,33         | I-20 à Jackson, MS                                                         | I-55 à Ridgeland, MS                                                                | 1981     | |
| I-520      | 23,34         | 37,56         | I-20 à Augusta, GA                                                         | I-20 à North Augusta, SC                                                            | 1980     | |
| I-222      | —             | —             | I-22 à Graysville, AL                                                      | I-422 à Brookside, AL                                                               | proposée | Lien proposé entre l'I-422 et l'I-22 à cause de l'impossibilité de faire un lien direct entre ces deux routes. |
| I-422      | —             | —             | I-20 / I-59 / I-459 / US 11 à Bessemer, AL                                 | I-59 à Argo, AL                                                                     | proposée | En construction; sera reliée indirectement à l'I-22 via l'I-222. |
| I-124      | 1,97          | 3,17          | I-24 à Chattanooga, TN                                                     | US 27 à Chattanooga, TN                                                             | 1960     | Non-indiquée |
| I-225      | 12,00         | 19,31         | I-25 à Denver, CO                                                          | I-70 à Aurora, CO                                                                   | 1976     | |
| I-126      | 3,68          | 5,92          | I-26 à Columbia, SC                                                        | US 21 / US 76 / US 176 / US 321 à Columbia, SC                                      | 1961     | |
| I-526      | 19,26         | 31,00         | US 17 à Charleston, SC                                                     | I-526 Bus. / US 17 à Mount Pleasant, SC                                             | 1989     | |
| I-229      | 14,97         | 24,09         | I-29 à Saint Joseph, MO                                                    | I-29 / US 59 / US 71 à Saint Joseph, MO                                             | 1986     | |
| I-129      | 3,48          | 5,60          | US 20 / US 75 / US 77 à South Sioux City, NE                               | I-29 / US 20 / US 75 / à Sioux City, IA                                             | 1976     | |
| I-229      | 11,33         | 18,23         | I-29 à Sioux Falls, SD                                                     | I-90 près de Sioux Falls, SD                                                        | 1966     | |
| I-430      | 12,93         | 20,81         | I-30 / US 67 à Little Rock, AR                                             | I-40 / US 65 à Little Rock, AR                                                      | 1980     | |
| I-530      | 46,65         | 75,08         | US 65 à Pine Bluff, AR                                                     | I-30 / I-440 à Little Rock, AR                                                      | 1999     | |
| I-630      | 7,40          | 11,91         | I-430 près de Little Rock, AR                                              | I-30 à Little Rock, AR                                                              | 1985     | |
| I-35E      | 97,20         | 156,44        | I-35 sud / I-35W nord à Hillsboro, TX                                      | I-35 nord / I-35W sud à Denton, TX                                                  | 1959     | L'I-35 se divise en deux segments (I-35E vers Dallas et I-35W vers Fort Worth) |
| I-35W      | 86,90         | 139,86        | I-35 sud / I-35E nord à Hillsboro, TX                                      | I-35 nord / I-35E sud à Denton, TX                                                  | 1959     | L'I-35 se divise en deux segments (I-35E vers Dallas et I-35W vers Fort Worth) |
| I-635      | 37,00         | 59,55         | SH 121 à Grapevine, TX                                                     | I-20 à Balch Springs, TX                                                            | 1959     | |
| I-235      | 5,36          | 8,63          | I-35 / I-40 à Oklahoma City, OK                                            | I-44 à Oklahoma City, OK                                                            | 1989     | |
| I-135      | 95,74         | 154,08        | Kansas Turnpike / I-35 à Wichita, KS                                       | I-70 / US 81 à Salina, KS                                                           | 1976     | |
| I-235      | 16,52         | 26,59         | I-135 / US 81 à Wichita, KS                                                | I-135 / US 81 / K-15 / K-254 à Wichita, KS                                          | 1965     | |
| I-335      | 50,13         | 80,68         | I-35 / Kansas Turnpike / US 50 à Emporia, KS                               | I-470 / Kansas Turnpike à Topeka, KS                                                | 1987     | |
| I-435      | 80,81         | 130,05        | Ceinture autour de Kansas City, KS et de Kansas City, MO                   | Ceinture autour de Kansas City, KS et de Kansas City, MO                            | 1965     | |
| I-635      | 8,90          | 14,32         | I-35 à Overland Park, KS                                                   | I-29 / US 71 à Kansas City, MO                                                      | 1968     | |
| I-235      | 13,78         | 22,18         | I-35 / I-80 à West Des Moines, IA                                          | I-35 / I-80 près de Des Moines, IA                                                  | 1961     | |
| I-35E      | 39,90         | 64,22         | I-35 sud / I-35W nord à Burnsville, MN                                     | I-35 nord / I-35W sud à Columbus, MN                                                | 1959     | L'I-35 se divise en deux segments (I-35E vers Saint Paul et I-35W vers Minneapolis) |
| I-35W      | 42,20         | 67,92         | I-35 sud / I-35E nord à Burnsville, MN                                     | I-35 nord / I-35E sud à Columbus, MN                                                | 1959     | L'I-35 se divise en deux segments (I-35E vers Saint Paul et I-35W vers Minneapolis) |
| I-535      | 2,78          | 4,47          | I-35 / US 53 à Duluth, MN                                                  | US 53 / WIS 35 à Superior, WI                                                       | 1971     | |
| I-238      | 2,23          | 3,59          | I-880 à San Leandro, CA                                                    | I-580 / SR 238 à Castro Valley, CA                                                  | 1983     | Considérée comme une autoroute auxiliaire de l'I-80 en Californie; il n'y a pas d'I-38 |
| I-240      | 16,22         | 26,10         | I-44 / US 62 à Oklahoma City, OK                                           | I-40 / US 270 à Oklahoma City, OK                                                   | 1965     | Il est prévu que la route soit complétée pour former une route de ceinture autour d'Oklahoma City |
| I-440      | 9,96          | 16,03         | I-30 / I-530 près de Little Rock, AR                                       | I-40 / AR 440 près de Little Rock, AR                                               | 2003     | |
| I-540      | 15,87         | 25,54         | US 271 / AR 253 près de Fort Smith, AR                                     | I-40 à Van Buren, AR                                                                | 1965     | |
| I-140      | 11,17         | 17,98         | I-40 près de Farragut, TN                                                  | US 129 près d'Alcoa, TN                                                             | 1987     | |
| I-240      | 19,27         | 31,01         | I-40 à Memphis, TN                                                         | I-40 à Memphis, TN                                                                  | 1970     | |
| I-440      | 7,64          | 12,30         | I-40 à Nashville, TN                                                       | I-24 à Nashville, TN                                                                | 1987     | |
| I-640      | 7,03          | 11,31         | I-40 à Knoxville, TN                                                       | I-40 à Knoxville, TN                                                                | 1982     | |
| I-840      | 77,28         | 124,37        | I-40 près de Dickson, TN                                                   | I-40 près de Lebanon, TN                                                            | 2016     | |
| I-140      | 6,79          | 10,93         | US 17 près de Winnabow, NC                                                 | I-40 / US 17 à Wilmington, NC                                                       | 2008     | |
| I-240      | 9,54          | 15,35         | I-26 / I-40 / US 74 près d'Asheville, NC                                   | I-40 / US 74A à Asheville, NC                                                       | 1980     | |
| I-440      | 16,77         | 26,99         | I-40 / US 1 / US 64 près de Cary, NC                                       | I-40 près de Raleigh, NC                                                            | 1991     | |
| I-540      | 25,84         | 41,59         | I-40 près de Durham, NC                                                    | I-87 / US 64 / US 264 près de Knightdale, NC                                        | 1997     | |
| I-840      | 5,77          | 9,29          | I-40 / I-73 / US 421 à Greensboro, NC                                      | I-40 / I-85 / I-785 / I-85 Bus. à Greensboro, NC                                    | 2011     | |
| I-244      | 15,75         | 25,35         | I-44 à Tulsa, OK                                                           | I-44 à Tulsa, OK                                                                    | 1970     | |
| I-444      | 2,51          | 4,04          | I-244 à Tulsa, OK                                                          | I-244 à Tulsa, OK                                                                   | 1970     | Non-indiquée |
| I-345      | 1,40          | 2,25          | I-30 / I-45 à Dallas, TX                                                   | US 75 à Dallas, TX                                                                  | 1973     | Non-indiquée |
| I-555      | 49,80         | 80,15         | I-55 à Turrell, AR                                                         | AR 91 à Jonesboro, AR                                                               | 2016     | |
| I-155      | 15,93         | 25,64         | I-55 près de Hayti, MO                                                     | US 51 à Dyersburg, TN                                                               | 1980     | |
| I-255      | 30,82         | 49,60         | I-55 / I-270 à Mehlville, MO                                               | I-270 / IL 255 à Pontoon Beach, IL                                                  | 1986     | |
| I-155      | 32,13         | 51,71         | I-74 à Morton, IL                                                          | I-55 à Lincoln, IL                                                                  | 1992     | |
| I-355      | 32,51         | 52,32         | I-80 à New Lenox, IL                                                       | I-290 à Itasca, IL                                                                  | 1989     | |
| I-359      | 2,30          | 3,70          | I-20 / I-59 au sud de Tuscaloosa, AL                                       | 15th Street au centre-ville de Tuscaloosa, AL                                       | 1983     | |
| I-459      | 32,80         | 52,79         | I-20 / I-59 à Bessemer, AL                                                 | I-59 à Trussville, AL                                                               | 1984     | |
| I-759      | 4,50          | 7,24          | I-59 à Attalla, AL                                                         | US 411 / SR 759 à Gadsden, AL                                                       | 1986     | |
| I-264      | 22,93         | 36,90         | I-64 à Louisville, KY                                                      | I-71 à Louisville, KY                                                               | 1956     | |
| I-264      | 25,07         | 40,35         | I-64 / I-664 à Chesapeake, VA                                              | Parks Avenue à Virginia Beach, VA                                                   | 1960     | |
| I-464      | 4,71          | 7,58          | I-64 à Chesapeake, VA                                                      | I-264 à Norfolk, VA                                                                 | 1960     | |
| I-564      | 3,03          | 4,88          | SR 337                                                                     | I-64 à Norfolk, VA                                                                  | 1970     | |
| I-664      | 20,21         | 32,52         | I-64 / I-264 à Norfolk, VA                                                 | I-64 à Hampton, VA                                                                  | 1971     | |
| I-165      | 4,90          | 7,89          | US 43 à Mobile, AL                                                         | I-65 à Mobile, AL                                                                   | 1994     | |
| I-565      | 21,40         | 34,44         | I-65 / US 72 / SR 20 à Decatur, AL                                         | US 72 à Huntsville, AL                                                              | 1991     | |
| I-165      | 69,68         | 112,15        | I-65 à Bowling Green, KY                                                   | US 60 / US 231 à Owensboro, KY                                                      | 2019     | A remplacé la William H. Natcher Parkway |
| I-265      | 24,48         | 39,40         | I-64 à New Albany, IN                                                      | I-65 / KY 841 à Heritage Creek, KY                                                  | 1977     | |
| I-365      | 92,31         | 148,56        | I-65 près de Park City, KY                                                 | US 27 à Cumberland, KY                                                              | proposée | Future numérotation de la Cumberland Parkway |
| I-465      | 52,79         | 84,96         | Ceinture autour d'Indianapolis, IN                                         | Ceinture autour d'Indianapolis, IN                                                  | 1970     | |
| I-865      | 4,72          | 7,60          | I-65 près d'Indianapolis, IN                                               | I-465 près d'Indianapolis, IN                                                       | 2002     | |
| I-69E      | 56,89         | 91,56         | US 77 / US 83 à Brownsville, TX                                            | US 77 près de Raymondville, TX                                                      |          | À terme, l'I-69 se scindera en deux autoroutes à la hauteur de Victoria, TX (I-69E vers Corpus Christi et Brownsville et I-69W vers George West, TX). À George West, l'I-69W se scindera en deux autoroutes (I-69W vers Laredo, TX et I-69C vers McAllen, TX) |
| I-69C      | 18,00         | 29,00         | I-2 / US 83 / US 281 à Pharr, TX                                           | US 281 / FM 490 à Edinburg, TX                                                      |          | À terme, l'I-69 se scindera en deux autoroutes à la hauteur de Victoria, TX (I-69E vers Corpus Christi et Brownsville et I-69W vers George West, TX). À George West, l'I-69W se scindera en deux autoroutes (I-69W vers Laredo, TX et I-69C vers McAllen, TX) |
| I-69W      | 1,40          | 2,30          | World Trade Bridge à Laredo, TX                                            | I-35 / US 59 / US 83 / Loop 20 à Laredo, TX                                         |          | À terme, l'I-69 se scindera en deux autoroutes à la hauteur de Victoria, TX (I-69E vers Corpus Christi et Brownsville et I-69W vers George West, TX). À George West, l'I-69W se scindera en deux autoroutes (I-69W vers Laredo, TX et I-69C vers McAllen, TX) |
| I-169      | 1,50          | 2,41          | Port de Brownsville à Brownsville, TX                                      | I-69E / US 77 / US 83 à Olmito, TX                                                  | 2015     | |
| I-369      | 3,50          | 5,63          | I-30 / US 59 à Texarkana, TX                                               | US 59 / SH 93 à Texarkana, TX                                                       | 2013     | Partiellement complétée |
| I-269      | 45,19         | 72,73         | I-55 / I-69 à Hernando, MS                                                 | I-69 à Millington, TN                                                               | 2015     | |
| I-169      | 18,70         | 30,10         | US 45W / US 51 à Union City, TN                                            | US 45E / SR 43 à Martin, TN                                                         | proposée | |
| I-169      | 34,27         | 55,15         | I-24 près de Hopkinsville, KY                                              | I-69 à Nortonville, KY                                                              | 2017     | A remplacé la Pennyrile Parkway |
| I-369      | 23,44         | 37,73         | I-69 / Pennyrile Parkway à Henderson, KY                                   | US 60 à Owensboro, KY                                                               | proposée | Désignation proposée pour la Audubon Parkway une fois que celle-ci aura été mise aux normes |
| I-569      | 38,45         | 61,87         | I-69 / I-169 à Nortonville, KY                                             | I-165 à Beaver Dam, KY                                                              | proposée | Désignation proposée pour le segment ouest de la Western Kentucky Parkway une fois que celle-ci aura été mise aux normes |
| I-469      | 30,83         | 49,62         | I-69 à Fort Wayne, IN                                                      | I-69 à Fort Wayne, IN                                                               | 1995     | |
| I-270      | 5,31          | 8,55          | I-25 / US 36 à Welby, CO                                                   | I-70 / US 36 à Denver, CO                                                           | 1965     | |
| I-470      | 13,72         | 22,08         | I-70 à Topeka, KS                                                          | I-70 / Kansas Turnpike à Topeka, KS                                                 | 1960     | |
| I-670      | 2,81          | 4,52          | I-70 à Kansas City, KS                                                     | I-70 à Kansas City, MO                                                              | 1968     | |
| I-170      | 11,17         | 17,98         | I-64 / US 40 à Richmond Heights, MO                                        | I-270 à Hazelwood, MO                                                               | 1956     | |
| I-270      | 50,59         | 81,42         | I-55 / I-255 à Mehlville, MO                                               | I-55 / I-70 près de Troy, IL                                                        | 1956     | |
| I-470      | 16,72         | 26,91         | I-49 / I-435 à Kansas City, MO                                             | I-70 à Independence, MO                                                             | 1983     | |
| I-270      | 54,97         | 88,47         | Ceinture autour de Columbus, OH                                            | Ceinture autour de Columbus, OH                                                     | 1964     | |
| I-470      | 6,69          | 10,77         | I-70 près de Blaine, OH                                                    | I-70 à Elm Grove, WV                                                                | 1976     | |
| I-670      | 9,37          | 15,08         | I-70 à Columbus, OH                                                        | I-270 près de l'Aéroport international John Glenn                                   | 2003     | |
| I-270      | 32,60         | 52,46         | I-70 près de Frederick, MD                                                 | I-495 au nord de Bethesda, MD                                                       | 1975     | |
| I-270 Spur | 2,10          | 3,38          | I-270 à l'est de Potomac, MD                                               | I-495 au nord-ouest de Bethesda, MD                                                 | 1975     | |
| I-370      | 2,54          | 4,09          | I-270 à Gaithersburg, MD                                                   | MD 200 à Derwood, MD                                                                | 1988     | |
| I-271      | 46,06         | 74,13         | I-71 près de Medina, OH                                                    | I-90 à Willoughby Hills, OH                                                         | 1964     | |
| I-471      | 5,75          | 9,25          | I-275 près de Newport, KY                                                  | I-71 à Cincinnati, OH                                                               | 1981     | |
| I-172      | 19,69         | 31,69         | I-72 à Quincy, IL                                                          | US 24 à Quincy, IL                                                                  | 1995     | |
| I-474      | 14,88         | 23,95         | I-74 à Peoria, IL                                                          | I-74 à Morton, IL                                                                   | 1973     | |
| I-274      | 16,83         | 27,09         | US 158 près de Clemmons, NC                                                | Future I-74 / Future I-285 / US 52 à Bethania, NC                                   | proposée | Route proposée dans la région de Winston-Salem |
| I-175      | 1,44          | 2,32          | I-275 à St. Petersburg, FL                                                 | SR 687 à St. Petersburg, FL                                                         | 1980     | |
| I-275      | 60,64         | 97,59         | I-75 près de Memphis, FL                                                   | I-75 à Wesley Chapel, FL                                                            | 1973     | |
| I-375      | 1,34          | 2,16          | I-275 à St. Petersburg, FL                                                 | US 92 à St. Petersburg, FL                                                          | 1979     | |
| I-475      | 15,83         | 25,48         | I-75 à Macon, GA                                                           | I-75 à Macon, GA                                                                    | 1965     | |
| I-575      | 30,97         | 49,84         | I-75 à Kennesaw, GA                                                        | SR 5 à l'ouest de Nelson, GA                                                        | 1985     | |
| I-675      | 11,04         | 17,77         | I-75 à Stockbridge, GA                                                     | I-285 au sud-est d'Atlanta, GA                                                      | 1987     | |
| I-275      | 83,71         | 134,72        | Ceinture autour de Cincinnati, OH                                          | Ceinture autour de Cincinnati, OH                                                   | 1962     | Passe par l'Indiana, l'Ohio et le Kentucky; l'I-75 ne passe pas par l'Indiana |
| I-275      | 2,98          | 4,80          | I-40 à Knoxville, TN                                                       | I-75 / I-640 à Knoxville, TN                                                        | 1982     | |
| I-475      | 20,37         | 32,78         | I-75 à Perrysburg, OH                                                      | I-75 à Toledo, OH                                                                   | 1964     | |
| I-675      | 26,53         | 42,70         | I-75 près de Miamisburg, OH                                                | I-70 près de Medway, OH                                                             | 1987     | |
| I-275      | 35,01         | 56,34         | I-75 près de Monroe, MI                                                    | I-96 / I-696 / M-5 à Farmington Hills, MI                                           | 1977     | |
| I-375      | 1,06          | 1,71          | I-375 BS à Détroit, MI                                                     | I-75 à Détroit, MI                                                                  | 1964     | |
| I-475      | 16,99         | 27,34         | I-75 près de Grand Blanc, MI                                               | I-75 / US 23 près de Mount Morris, MI                                               | 1973     | Passe à l'est et au nord de Flint, MI |
| I-675      | 7,72          | 12,42         | I-75 / US 23 près de Saginaw, MI                                           | I-75 / US 23 près de Zilwaukee, MI                                                  | 1971     | |
| I-176      | 11,33         | 18,23         | I-76 / Pennsylvania Turnpike à Morgantown, PA                              | US 422 près de Reading, PA                                                          | 1964     | |
| I-276      | 29,78         | 47,93         | I-76 à King of Prussia, PA                                                 | I-95 / I-295 à Bristol Township, PA                                                 | 1964     | |
| I-376      | 78,70         | 126,66        | I-80 près de Hermitage, PA                                                 | I-76 / US 22 à Monroeville, PA                                                      | 1972     | |
| I-476      | 129,61        | 208,59        | I-95 près de Chester, PA                                                   | I-81 / US 6 / US 11 près de Clarks Summit, PA                                       | 1992     | |
| I-676      | 6,90          | 11,10         | I-76 / US 30 à Philadelphie, PA                                            | I-76 à Camden, NJ                                                                   | 1991     | |
| I-277      | 4,46          | 7,18          | Ceinture autour de Charlotte, NC                                           | Ceinture autour de Charlotte, NC                                                    | 1981     | |
| I-277      | 4,14          | 6,66          | I-76 à Akron, OH                                                           | I-77 à Akron, OH                                                                    | 1970     | |
| I-278      | 35,62         | 57,32         | US 1 / US 9 à Linden, NJ                                                   | Bruckner Interchange dans le Bronx, NY                                              | 1961     | Ne croise pas l'I-78 |
| I-478      | 2,14          | 3,44          | I-278 à Brooklyn, NY                                                       | NY 9A à Manhattan, NY                                                               | 1971     | Non-indiquée; ne croise pas l'I-78 |
| I-678      | 14,33         | 23,06         | Aéroport international John F. Kennedy dans le Queens, NY                  | Bruckner Interchange dans le Bronx, NY                                              | 1965     | Ne croise pas l'I-78 |
| I-878      | 0,70          | 1,13          | I-678 dans le Queens, NY, près de l'Aéroport international John F. Kennedy | JFK Expressway dans le Queens, NY, près de l'Aéroport international John F. Kennedy | 1970     | Non-indiquée; ne croise pas l'I-78; direction est seulement |
| I-279      | 13,32         | 21,44         | I-376 / US 22 / US 30 à Pittsburgh, PA                                     | I-79 à Franklin Park, PA                                                            | 1972     | |
| I-579      | 1,57          | 2,53          | PA 885 à Pittsburgh, PA                                                    | I-279 / PA 28 à Pittsburgh, PA                                                      | 1971     | |
| I-280      | 57,22         | 92,09         | I-680 / US 101 à San José, CA                                              | King Street à San Francisco, CA                                                     | 1964     | |
| I-380      | 1,67          | 2,69          | I-280 à San Bruno, CA                                                      | US 101 à San Bruno, CA                                                              | 1964     | |
| I-580      | 75,63         | 121,71        | US 101 à San Rafael, CA                                                    | I-5 près de Westley, CA                                                             | 1964     | Segments faisant partie de l'I-5W |
| I-680      | 70,52         | 113,49        | I-280 / US 101 à San José, CA                                              | I-80 à Cordelia, CA                                                                 | 1955     | |
| I-780      | 6,50          | 10,46         | I-80 à Vallejo, CA                                                         | I-680 à Benicia, CA                                                                 | 1955     | |
| I-880      | 47,22         | 75,99         | I-280 / SR 17 à San José, CA                                               | I-80 / I-580 à Oakland, CA                                                          | 1983     | |
| I-980      | 2,03          | 3,27          | I-880 à Oakland, CA                                                        | I-580 / SR 24 à Oakland, CA                                                         | 1981     | |
| I-580      | 30,09         | 48,43         | US 50 à Carson City, NV                                                    | I-80 à Reno, NV                                                                     | 2012     | |
| I-180      | 1,09          | 1,75          | I-80 à Cheyenne, WY                                                        | I-80 Bus. / US 30 à Cheyenne, WY                                                    | 1984     | Route ne rencontrant pas les standards autoroutiers |
| I-180      | 3,18          | 5,12          | US 34 à Lincoln, NE                                                        | I-80 / US 34 / US 77 à Lincoln, NE                                                  | 1965     | |
| I-480      | 4,90          | 7,89          | I-80 / US 75 à Omaha, NE                                                   | I-29 / US 6 à Council Bluffs, IA                                                    | 1966     | |
| I-680      | 16,49         | 26,54         | I-80 à Omaha, NE                                                           | I-29 près de Crescent, IA                                                           | 1966     | |
| I-280      | 26,98         | 43,42         | I-80 près de Davenport, IA                                                 | I-74 / I-80 près de Colona, IL                                                      | 1990     | |
| I-380      | 73,05         | 117,56        | I-80 près d'Iowa City, IA                                                  | US 218 à Waterloo, IA                                                               | 1985     | |
| I-880      | 16,57         | 26,67         | I-29 près de Loveland, IA                                                  | I-80 près de Neola, IA                                                              | 2019     | |
| I-180      | 13,19         | 21,23         | IL 26 / IL 71 à Hennepin, IL                                               | I-80 près de Princeton, IL                                                          | 1969     | |
| I-280      | 12,41         | 19,97         | I-75 à Toledo, OH                                                          | I-80 / I-90 / Ohio Turnpike à Lake Township, OH                                     | 1959     | |
| I-380      | —             | —             | I-76 / I-77 à Akron, OH                                                    | I-271 à Macedonia, OH                                                               | proposée | Désignation proposée du segment de la SR 8 entre Akron et Macedonia |
| I-480      | 41,77         | 67,22         | I-80 / Ohio Turnpike à North Ridgeville, OH                                | I-80 / Ohio Turnpike à Streetsboro, OH                                              | 1971     | |
| I-680      | 16,43         | 26,44         | I-76 / Ohio Turnpike à North Lima, OH                                      | I-80 / SR 11 près de Mineral Ridge, OH                                              | 1964     | |
| I-180      | 28,85         | 46,43         | US 15 / US 220 à Williamsport, PA                                          | I-80 / PA 147 près de Milton, PA                                                    | 1984     | |
| I-380      | 24,76         | 39,85         | I-80 à Tunkhannock Township, PA                                            | I-81 / I-84 / US 6 à Dunmore, PA                                                    | 1973     | |
| I-280      | 17,85         | 28,73         | I-80 à Parsippany-Troy Hills, NJ                                           | I-95 / New Jersey Turnpike à Kearny, NJ                                             | 1958     | |
| I-381      | 1,67          | 2,69          | SR 381 à Bristol, VA                                                       | I-81 à Bristol, VA                                                                  | 1961     | |
| I-581      | 6,64          | 10,69         | US 220 / SR 24 à Roanoke, VA                                               | I-81 près de Hollins, VA                                                            | 1955     | |
| I-481      | 15,04         | 24,20         | I-81 à Onondaga, NY                                                        | I-81 / NY 481 à North Syracuse, NY                                                  | 1970     | Sera retirée lorsque l'I-81 aura été réalignée sur le tracé |
| I-781      | 4,30          | 6,92          | I-81 à Pamelia, NY                                                         | Porte principale de Fort Drum à Le Ray, NY                                          | 2012     | |
| I-182      | 15,19         | 24,45         | I-82 / US 12 près de Richland, WA                                          | US 12 / US 395 à Pasco, WA                                                          | 1969     | |
| I-283      | 2,91          | 4,68          | I-76 / Pennsylvania Turnpike près de Highspire, PA                         | I-83 / US 322 près de Harrisburg, PA                                                | 1972     | |
| I-184      | 3,62          | 5,83          | I-84 à Boise, ID                                                           | US 20 / US 26 à Boise, ID                                                           | 1990     | |
| I-384      | 8,20          | 13,20         | I-84 / US 6 à East Hartford, CT                                            | US 6 / US 44 à Bolton, CT                                                           | 1984     | |
| I-684      | 28,47         | 45,82         | I-287 près de White Plains, NY                                             | NY 22 près de Brewster, NY                                                          | 1974     | Passe aussi dans le Connecticut |
| I-685      | 1,00          | 22,53         | I-65 dans le centre-ville de Montgomery, AL                                | I-85 à Montgomery, AL                                                               | proposée | Future numérotation de l'I-85 actuelle à Montgomery lorsque la Montgomery Outer Loop sera complétée et que l'I-85 y sera réalignée |
| I-185      | 49,30         | 79,34         | US 27 / US 280 / SR 520 à Columbus, GA                                     | I-85 près de LaGrange, GA                                                           | 1979     | |
| I-285      | 63,98         | 102,97        | Ceinture autour d'Atlanta, GA                                              | Ceinture autour d'Atlanta, GA                                                       | 1969     | |
| I-985      | 24,04         | 38,69         | I-85 près de Buford, GA                                                    | SR 369 près de Gainesville, GA                                                      | 1985     | |
| I-185      | 17,70         | 28,49         | I-385 près de Mauldin, SC                                                  | US 29 à Greenville, SC                                                              | 1955     | |
| I-385      | 42,16         | 67,85         | I-26 près de Clinton, SC                                                   | US 276 à Greenville, SC                                                             | 1962     | |
| I-585      | 2,25          | 3,62          | US 176 / US 221 / SC 9 à Spartanburg, SC                                   | I-85 Bus. / US 176 près de Spartanburg, SC                                          | 1962     | |
| I-285      | 22,8          | 36,7          | I-85 / I-85 Bus. / US 29 / US 52 / US 70 près de Lexington, NC             | I-40 / US 52 / US 311 / NC 8 à Winston-Salem, NC                                    | 2018     | |
| I-485      | 66,68         | 107,31        | Ceinture autour de Charlotte, NC                                           | Ceinture autour de Charlotte, NC                                                    | 1988     | |
| I-685      | —             | —             | Greensboro, NC                                                             | Dunn, NC                                                                            | proposée | Future numérotation en multiplex avec la US 421 lorsque cette route aura été mise aux normes autoroutières |
| I-785      | 2,21          | 3,56          | I-40 / I-85 / I-840 / I-85 Bus. à Greensboro, NC                           | US 70 à Greensboro, NC                                                              | 2013     | |
| I-885      | 8,57          | 13,79         | I-40 / NC 885 à Research Triangle Park, NC                                 | I-85 / US 70 / US 15 à Durham, NC                                                   | 2022     | |
| I-587      | 55,90         | 90,00         | I-87 / US 64 près de Zebulon, NC                                           | US 264 près de Greenville, NC                                                       | 2022     | Ancien segment de la US 264 |
| I-287      | 98,72         | 158,87        | I-95 / New Jersey Turnpike / Route 440 à Edison, NJ                        | I-95 à Rye, NY                                                                      | 1961     | |
| I-587      | 1,21          | 1,95          | I-87 / New York State Thruway / NY 28 à Kingston, NY                       | NY 28 / NY 32 à Kingston, NY                                                        | 1960     | |
| I-787      | 10,16         | 16,35         | I-87 / New York State Thruway à Albany, NY                                 | NY 7 à Green Island, NY                                                             | 1968     | |
| I-189      | 1,49          | 2,40          | US 7 à South Burlington, VT                                                | I-89 à South Burlington, VT                                                         | 1980     | |
| I-190      | 1,72          | 2,77          | I-90 à Rapid City, SD                                                      | US 16 à Rapid City, SD                                                              | 1962     | |
| I-190      | 3,07          | 4,94          | Aéroport international O'Hare à Chicago, IL                                | I-90 à Chicago, IL                                                                  | 1978     | |
| I-290      | 29,84         | 48,02         | I-90 / IL 53 à Rolling Meadows, IL                                         | I-90 / I-94 / Ida B. Wells Drive à Chicago, IL                                      | 1972     | |
| I-490      | —             | —             | I-294 à Franklin Park, IL                                                  | I-90 à Des Plaines, IL                                                              | proposée | Numéro de route proposé pour le O'Hare Bypass |
| I-490      | 2,43          | 3,91          | I-71 / I-90 à Cleveland, OH                                                | East 55th Street à Cleveland, OH                                                    | 1990     | |
| I-190      | 28,34         | 45,61         | I-90 / New York State Thruway à Cheektowaga, NY                            | Autoroute 405 à Lewiston, NY                                                        | 1959     | |
| I-290      | 9,80          | 15,77         | I-190 à Tonawanda, NY                                                      | I-90 / New York State Thruway à Williamsville, NY                                   | 1964     | |
| I-390      | 76,06         | 122,41        | I-86 / NY 17 à Avoca, NY                                                   | I-490 à Gates, NY                                                                   | 1973     | |
| I-490      | 37,40         | 60,19         | I-90 / New York State Thruway à Bergen, NY                                 | I-90 / New York State Thruway à Victor, NY                                          | 1970     | |
| I-590      | 5,31          | 8,55          | I-390 à Brighton, NY                                                       | I-490 / NY 590 à Rochester, NY                                                      | 1980     | |
| I-690      | 14,19         | 22,84         | I-90 / New York State Thruway / NY 690 à Van Buren, NY                     | I-481 à East Syracuse, NY                                                           | 1962     | |
| I-790      | 2,41          | 3,88          | I-90 / New York State Thruway à Deerfield, NY                              | NY 5A / NY 55 à Utica, NY                                                           | 1961     | |
| I-890      | 9,35          | 15,05         | I-90 / New York State Thruway à Rotterdam, NY                              | I-90 / New York State Thruway à Guilderland, NY                                     | 1962     | |
| I-990      | 6,35          | 10,22         | I-290 à Amherst, NY                                                        | NY 263 près de Lockport, NY                                                         | 1985     | Plus haut numéro d'autoroute inter-État du réseau |
| I-190      | 19,26         | 31,00         | I-290 à Worcester, MA                                                      | Route 2 à Leominster, MA                                                            | 1983     | |
| I-290      | 20,16         | 32,44         | I-395 à Auburn, MA                                                         | I-495 à Marlborough, MA                                                             | 1970     | |
| I-291      | 6,02          | 9,69          | I-91 à Windsor, CT                                                         | I-84 à Manchester, CT                                                               | 1994     | |
| I-691      | 8,38          | 13,49         | I-84 à la limite entre Southington et Cheshire, CT                         | I-91 à Meriden, CT                                                                  | 1988     | |
| I-291      | 5,44          | 8,75          | I-91 à Springfield, MA                                                     | I-90 / Massachusetts Turnpike à Chicopee, MA                                        | 1972     | |
| I-391      | 4,46          | 7,18          | I-91 à Chicopee, MA                                                        | High Street à Holyoke, MA                                                           | 1970     | |
| I-293      | 11,18         | 17,99         | I-93 / NH 101 à Manchester, NH                                             | I-93 / Everett Turnpike à Hooksett, NH                                              | 1976     | |
| I-393      | 4,60          | 7,40          | I-93 à Concord, NH                                                         | NH 9 à Pembroke, NH                                                                 | 1979     | |
| I-194      | 1,20          | 1,93          | McKenzie Drive à Bismarck, ND                                              | I-94 près de Mandan, ND                                                             | 1958     | Non-indiquée |
| I-394      | 9,75          | 15,69         | I-494 / US 12 à Minnetonka, MN                                             | 4th Street à Minneapolis, MN                                                        | 1991     | |
| I-494      | 42,94         | 69,11         | I-94 / I-694 à Maple Grove, MN                                             | I-94 / I-694 à Woodbury, MN                                                         | 1985     | Segment ouest et sud de la ceinture autour de Minneapolis–Saint Paul |
| I-694      | 30,77         | 49,52         | I-94 / I-494 à Maple Grove, MN                                             | I-94 / I-494 à Woodbury, MN                                                         | 1970     | Segment nord et est de la ceinture autour de Minneapolis–Saint Paul |
| I-794      | 3,75          | 6,04          | I-43 / I-94 à Milwaukee, WI                                                | WIS 794 à Milwaukee, WI                                                             | 1980     | |
| I-894      | 4,70          | 7,56          | I-41 / I-94 à Milwaukee, WI                                                | I-41 / I-43 / I-94 à Milwaukee, WI                                                  | 1966     | Forme un multiplex total avec l'I-41 |
| I-294      | 53,42         | 85,97         | I-80 / I-94 à South Holland, IL                                            | I-94 à Deerfield, IL                                                                | 1968     | |
| I-194      | 3,38          | 5,44          | I-94 à Battle Creek, MI                                                    | M-66 à Battle Creek, MI                                                             | 1961     | |
| I-195      | 4,42          | 7,11          | I-95 / SR 112 à Miami, FL                                                  | SR 905 à Miami Beach, FL                                                            | 1961     | |
| I-295      | 61,04         | 98,23         | Ceinture autour de Jacksonville, FL                                        | Ceinture autour de Jacksonville, FL                                                 | 1970     | |
| I-395      | 1,29          | 2,08          | I-95 à Miami, FL                                                           | MacArthur Causeway à Watson Island, Miami, FL                                       | 1971     | |
| I-595      | 12,86         | 20,70         | I-75 / SR 869 à Weston, FL                                                 | US 1 à Fort Lauderdale, FL                                                          | 1990     | |
| I-795      | 7,40          | 11,90         | I-95 au sud de Jacksonville, FL                                            | I-295 à Jacksonville, FL                                                            | proposée | Actuellement indiquée SR 9B jusqu'à l'approbation par l'AASHTO pour l'intégrer au réseau inter-États |
| I-295      | 34,00         | 54,70         | Cliffdale Road à Fayetteville, NC                                          | I-95 / US 13 près d'Eastover, NC                                                    | 2019     | Ceinture extérieure de Fayetteville; sera terminée en 2026 |
| I-795      | 25,46         | 40,97         | US 70 / US 117 à Goldsboro, NC                                             | I-95 / US 264 à Wilson, NC                                                          | 2007     | |
| I-195      | 3,24          | 5,21          | SR 195 à Richmond, VA                                                      | I-64 / I-95 à Richmond, VA                                                          | 1970     | |
| I-295      | 52,56         | 84,59         | I-95 près de Petersburg, VA                                                | I-64 près de Short Pump, VA                                                         | 1980     | |
| I-395      | 13,39         | 21,55         | I-95 / I-495 à Springfield, VA                                             | US 50 à Washington, DC                                                              | 1977     | Tracé original de l'I-95 qui devait traverser Washington, DC |
| I-195      | 2,41          | 3,88          | I-395 à Washington, D.C.                                                   | US 50 à Washington, DC                                                              | proposée | Actuellement I-395; l'I-395 sera réalignée sur l'I-695 |
| I-295      | 8,05          | 12,96         | I-95 / I-495 près de Forest Heights, MD                                    | I-695 à Washington, DC                                                              | 1964     | |
| I-695      | 2,00          | 3,22          | I-395 à Washington, D.C.                                                   | I-295 à Washington, D.C.                                                            | 1958     | Le tracé deviendra partie de l'I-395 |
| I-195      | 4,71          | 7,58          | I-95 / MD 166 près de Catonsville, MD                                      | Aéroport international de Baltimore-Washington                                      | 1990     | |
| I-395      | 1,98          | 3,19          | I-95 à South Baltimore, MD                                                 | West Pratt Street à Baltimore, MD                                                   | 1981     | |
| I-495      | 64,00         | 103,00        | Ceinture autour de Washington, DC                                          | Ceinture autour de Washington, DC                                                   | 1961     | Capital Beltway; passe par la Virginie, le Maryland et une courte section de Washington, DC |
| I-595      | 19,97         | 32,14         | I-95 / I-495 / US 50 près de Washington, DC                                | US 50 / US 301 / MD 70 à Annapolis, MD                                              | 2011     | Non-indiquée |
| I-695      | 30,57         | 49,20         | Ceinture autour de Baltimore, MD                                           | Ceinture autour de Baltimore, MD                                                    | 1958     | |
| I-795      | 8,99          | 14,47         | I-695 à Pikesville, MD                                                     | MD 140 à Reisterstown, MD                                                           | 1985     | |
| I-895      | 11,44         | 18,41         | I-95 près d'Elkridge, MD                                                   | I-95 à Baltimore, MD                                                                | 1979     | |
| I-295      | 92,30         | 148,54        | I-95 / I-495 à New Castle, DE                                              | I-95 à Bristol Township, PA                                                         | 1994     | Passe aussi au New Jersey |
| I-495      | 11,47         | 18,46         | I-95 / I-295 à Newport, DE                                                 | I-95 à Lower Chichester Township, PA                                                | 1977     | |
| I-195      | 34,17         | 54,99         | I-295 à Hamilton Township, NJ                                              | Route 34 à Wall Township, NJ                                                        | 1968     | |
| I-295      | 9,79          | 15,76         | NY 25 / NY 24 dans le Queens, NY                                           | Bruckner Interchange dans le Bronx, NY                                              | 1970     | |
| I-495      | 71,02         | 114,30        | Queens Midtown Tunnel à Manhattan, NY                                      | CR 58 à Riverhead, NY                                                               | 1958     | |
| I-695      | 1,77          | 2,85          | I-95 dans le Bronx, NY                                                     | I-295 dans le Bronx, NY                                                             | 1986     | |
| I-395      | 66,60         | 107,18        | I-95 à East Lyme, CT                                                       | I-290 à Auburn, MA                                                                  | 1983     | |
| I-195      | 44,55         | 71,70         | I-95 à Providence, RI                                                      | I-495 / Route 25 à Wareham, MA                                                      | 1958     | |
| I-295      | 26,58         | 42,78         | I-95 à Warwick, RI                                                         | I-95 à Attleboro, MA                                                                | 1969     | |
| I-495      | 121,56        | 195,63        | I-195 / Route 25 à Wareham, MA                                             | I-95 à Salisbury, MA                                                                | 1957     | |
| I-195      | 1,55          | 2,49          | I-95 / Maine Turnpike à Saco, ME                                           | SR 5 à Saco, ME                                                                     | 1980     | |
| I-295      | 53,11         | 85,47         | I-95 / Maine Turnpike à Scarborough, ME                                    | I-95 / Maine Turnpike à Gardiner, ME                                                | 1960     | |
| I-395      | 4,99          | 8,03          | I-95 / US 2 / SR 100 à Bangor, ME                                          | US 1A à Brewer, ME                                                                  | 2008     | |
| I-495      | 3,70          | 5,95          | I-95 / Maine Turnpike à Portland, ME                                       | I-295 / US 1 à Falmouth, ME                                                         | 2004     | Non-indiquée |
| I-196      | 80,65         | 129,79        | I-94 / US 31 près de Benton Harbor, MI                                     | I-96 / M-37 à Grand Rapids, MI                                                      | 1963     | |
| I-296      | 3,43          | 5,52          | I-196 à Grand Rapids, MI                                                   | I-96 / M-37 à Walker, MI                                                            | 1962     | |
| I-496      | 11,78         | 18,96         | I-69 / I-96 près de Lansing, MI                                            | I-96 / US 127 près de Lansing, MI                                                   | 1970     | |
| I-696      | 29,39         | 47,30         | I-96 / I-275 / M-5 à Novi, MI                                              | I-94 à Roseville, MI                                                                | 1989     | |
|            |               |               |                                                                            |                                                                                     |          | |